# Space Exploration Initiative
Space Exploration Initiative (SEI) byla mezi lety 1989 a 1993 vesmírným programem administrativy George H. W. Bushe.
Plány na založení programu oznámil tehdejší prezident USA, George H. W. Bush 20. července 1989 u příležitosti dvacátého výročí přistání Apolla 11 na Měsíci.  Ve svém projevu popsal plán na vybudování vesmírní stanice Freedom a na vysílání lidí na „pobyt“ na Marsu a také na využití astronautů při průzkumu Marsu. Bush nenavrhoval jenom desetileté plánovaní jako v programu Apollo, ale dlouhodobý závazek založený na výše jmenovaných úkolech. Jeho výsledkem měla být „cesta do zítřka, na další planetu, mise na Mars za účasti lidí“. Prezident uvedl, že osudem lidstva je objevovat a osudem Ameriky vést. Dohled nad financováním, technologií a lidskými zdroji prováděl National Space Council, do jehož čela byl jmenovaný viceprezident Dan Quayle.

## Pozadí
V srpnu 1987 vydal výbor, jemuž předsedala bývalá astronautka Sally Rideová, zprávu Vedoucí postavení a budoucnost Ameriky ve vesmíru (Leaderhip and America’s Future in Space). Ridova zpráva obhajovala vybudování stálé základny na Měsíci, a to do roku 2010. Také požadovala přistání posádky na Marsu, které se mělo odehrát na začátku 21. století.
Prezident Ronald Reagan 5. ledna 1988 schválil přepracovanou verzi vesmírného programu Spojených států, jenž byl tehdy utajený. 11. března byl zveřejněn přehled základních skutečností týkajících se programu. Identifikoval šest základních cílů Spojených států ve vesmíru, přičemž jedním z nich bylo „rozšíření lidského osídlení a aktivity do solárního systému mimo zemský orbit“.
Z pohledu NASA znamenal Bushův projev z 20. července 1989 „upřesnění“ cíle. Po tomto prohlášení tehdejší ředitel NASA, Richard Truly, zahájil průzkum možností, jak splnit prezidentovy požadavky. Průzkum vedl Aaron Cohen, ředitel Johnsonova vesmírného střediska a jeho výsledky byly shrnuty ve zprávě 90denní studie lidmi vedeného průzkumu Měsíce a Marsu (the 90-Day Study on Human Exploration of the Moon and Mars), která je známá zkráceně jako 90denní studie. Zpráva byla zveřejněna 20. listopadu 1989.

## Rozvoj
Devadesátidenní studie odhadovala dlouhodobé náklady, rozprostřené do 20 až 30 let, na 500 miliard amerických dolarů. Historik Steve Dick tvrdí, že americká akademie věd se shodovala se studií, ale reakce Kongresu a Bílého domu byla i tak nepřátelská, a to zvláště kvůli odhadovaným nákladům. Zejména demokratičtí členové Kongresu Bushův plán okamžitě kritizovali. Předseda rozpočtového výboru, senátor Jim Sasser, uvedl: „Prezident vykročil směrem k naivní politické rétorice a ani krůček směrem k rozpočtové zodpovědnosti. Táto administrativa nemá stanoveny vesmírní priority ani na další rok, natož na celé století“. Další senátor za Tennessee, Al Gore, také neskrýval svou kritiku a řekl: „Tím, že prezident Bush navrhuje návrat na Měsíc i přes absenci peněz a plánu, nepřináší národu výzvu, která ho může inspirovat. Poskytuje mu jenom sen, jenž ho může na chvíli zabavit a který dělá velkolepý dojem stejně jako film George Lucasa. Jeho vztah k realitě je ale stejný.“ Prezident Bush se pokoušel oslovit i partnery ze zahraničí, ale program byl považován za příliš nákladný.
Viceprezident Quayle založil v srpnu 1990 poradní výbor, jenž se často označuje i jako „srpnová komise“ (Augustine Commission). Ten navrhoval, aby NASA přehodnotila lidmi vedený průzkum a odložila ho na jindy.

## Ukončení
Poté, co se 1. dubna 1992 stal ředitelem NASA Dan Golding, byl ukončen lidmi vedený průzkum vesmíru mimo zemský orbit. Místo toho byla zvolena strategie „rychleji, lépe, levněji“ a s tím spojený průzkum vesmíru za pomoci strojů.
Když v září 1996 zveřejnila vědecká rada Bílého domu přepracovaný program SEI, neobsahoval žádnou zmínku o lidmi vedeném průzkumu vesmíru mimo zemský orbit. Hned další den prezident Clinton uvedl, že vysílaní lidí na Mars by bylo příliš nákladné a místo toho potvrdil zájem o levnější průzkum vesmíru.